# Florence Ashley
Florence Ashley est une juriste bioéthicienne, chercheuse et militante des droits des personnes transgenres québécoise. Florence est professeure adjointe en droit et éthique de la santé à l’Université de l'Alberta.

## Biographie

### Éducation
Florence Ashley fait son coming-out de personne non-binaire transféminine en 2015. Ashley utilise le pronom neutre « ille » et des accords féminins en français, et le pronom they en anglais.
En 2019, Florence Ashley obtient un master de droit, spécialité bioéthique, à l’université McGill et se spécialise dans le droit des personnes transgenres, avant de commencer un doctorat sur le sujet à l’université de Toronto. Un de ses articles estime par exemple la plausibilité que le mégenrage des élèves non-binaires en milieu scolaire soit ou non reconnu par le droit existant relatif au harcèlement. Ashley étudie également les origines et les faiblesses de la théorie du « rapid onset gender dysphoria ».
En 2019, Florence Ashley devient la première juriste ouvertement trans de la Cour suprême du Canada,, sous la direction de Sheilah Martin,. Ce poste dure un an, après lequel Ashley commence un doctorat à l’université de Toronto. La même année, Ashley reçoit le prix du Héros de la section SOGIC de l’Association du Barreau canadien. Ashley fait également partie de la direction du Bulletin of Applied Transgender Studies.
À l'été 2023, Florence Ashley devient professeure adjointe de droit et chercheuse en bioéthique à l'université de l'Alberta.

### Accompagnement médical des personnes transgenres
Son projet initial de thèse s’intitule Trans Youth’s Autonomy Where Law Meets Science (« L’autonomie des jeunes trans, là où le droit rencontre la science »). Elle est faite en collaboration avec le Toronto Joint Centre for Bioethics et financée par une bourse Joseph-Armand Bombardier. Son travail est cité dans les recommandations internationales et sud-africaines sur l’assistance médicale aux personnes transgenres,. En juin 2022, un article d'Ashley est publié dans le Kennedy Institute of Ethics Journal (en), arguant que la thérapie de transition de genre pour les adolescents est éthique parce que comparable à l'accès à l'avortement ou à la contraception.

### Thérapies de conversion
En 2021, Ashley critique la promesse du parti conservateur du Canada d’interdire les thérapies de conversion sans appliquer cette interdiction aux thérapies contre les personnes transgenres. Son travail sur les thérapies de conversion est utilisé par une commission de l’Organisation des Nations unies et par l’Assemblée nationale du Québec, pour qui la chercheuse rédige un texte de loi modèle.
En avril 2022, Ashley publie son premier livre, Banning Transgender Conversion Practices. Le livre traite des thérapies de conversion pour les personnes transgenres et observe comment elles peuvent être rendues illégales et comment des lois qui les interdisent peuvent s'articuler avec la constitution des pays où elles s'appliquent. Ashley y défend le point de vue selon lequel les thérapies de conversion doivent disparaître, et que leur interdiction ne résout pas complètement le problème, mais participe à le réduire.  Une partie importante du livre s'appuie sur le cas du Centre de toxicomanie et de santé mentale de Toronto, dont les abus ont servi de base pour faire passer loi d'interdiction des thérapies de conversion en Ontario.

### Prise de positions
Ashley est d'avis que la visibilité des personnes trans dans les médias amène également des défis en raison des campagnes des milieux conservateurs dirigées contre les personnes trans. Ashley se positionne contre la modification du Code Civil proposé par le ministre de la Justice, Simon Jolin-Barrette, qui requiert que le changement de sexe sur l'état civil soit appuyé par une attestation médicale prouvant le recours à une opération chirurgicale génitale.

## Prix et distinctions
- 2016 - 2017 : prix de l’engagement communautaire de la société des élèves de l’université McGill
- 2017 : bourse Edwin Botsford Busteed
- 2017 : bourse Dorais-Ryan
- 2017 : prix John W. Cook, K.C.
- 2017 - 2018 : bourse O’Brien pour les droits humains et le pluralisme du droit
- 2017 - 2019 : bourse du groupe de recherche de McGill sur la santé et le droit
- 2018 - 2019 : bourse SSHRC Joseph-Armand Bombardier au niveau Master
- 2018 - 2019 : prix du Héros de la section SOGIC de l’Association du Barreau canadien[20]
- 2020 - 2022 : bourse junior du Collège Massey
- 2022 : prix Adel Sedra (en) Distinguished Graduate[9]
- 2020 - 2024 : bourse SSHRC Joseph-Armand Bombardier au niveau doctorat